# Музей генезису і картографії ґрунтів
Музей «генезису і картографії ґрунтів» Державного біотехнологічного університету – єдиний і найбільший музей ґрунтів в Україні, де зібрана найповніша колекція ґрунтів різних природних (ландшафтних) зон. 

## Експозиція
Усього в «музеї ґрунтів» представлено 156 монолітів ґрунтів (півтораметрові моноліти), які охоплюють основні типи, підтипи, роди, види, різновиди і розряди складної гами ґрунтів України. Зонально ґрунти представлені у такому порядку:
1) Полісся (дерново-підзолисті, дерново-підзолисті оглеєні, болотні і торфові);
2) Лісостеп (опідзолені ґрунти: світло-сірі, сірі, темно-сірі, чорноземи опідзолені; реградовані ґрунти, чорноземи типові і вилужені);
3) Степ (чорноземи звичайні, південні; каштанові і темно-каштанові ґрунти);
4) Карпати (буроземи типові, опідзолені, їх оглеєні аналоги, буроземно-підзолисті оглеєні);
5) Крим гірський (буроземи);
6) Сухі Субтропіки південного берегу Кримського півострова (коричневі-брунатні, червоно-коричневі).[джерело?]
У «музеї генезису і картографії ґрунтів» демонструються три карти ґрунтів: 1) ґрунтова карта світу у масштабі 1:10000000; 2) ґрунтова карта бувшого СРСР (масштаб 1:5000000) і 3) карта ґрунтів України – масштаб 1:750000. 
У музеї також представлено зразки солончакових, солонцюватих і осолоділих ґрунтів, які зустрічаються практично в усіх природно-кліматичних зонах України, а також лучні, лучно-болотні, болотні ґрунти заплав деяких річок України.[джерело?]
Поряд з ґрунтами України, у музеї представлені окремі типи ґрунтів Узбекистану (сіроземи типові на лесі – Самаркандська область); Грузії (червоноземи типові і жовтоземи – Чаква, Батумі), Абхазії (жовтоземи - район Сухумі); республіки Куба (червоноземи, бурі, темно-бурі – провінція Орієнте).[джерело?]

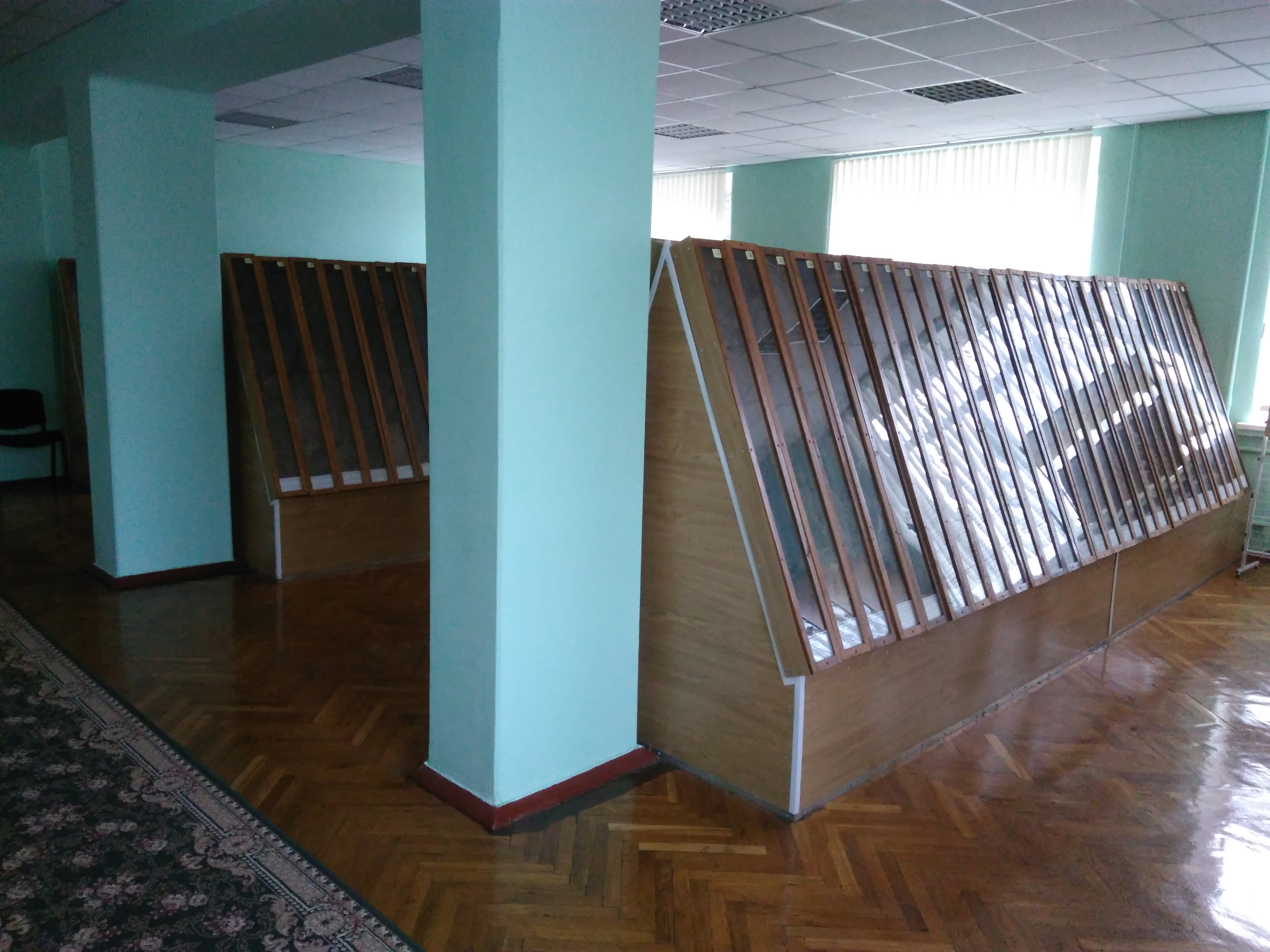
Кафедра ґрунтознавства Державного біотехнологічного університету
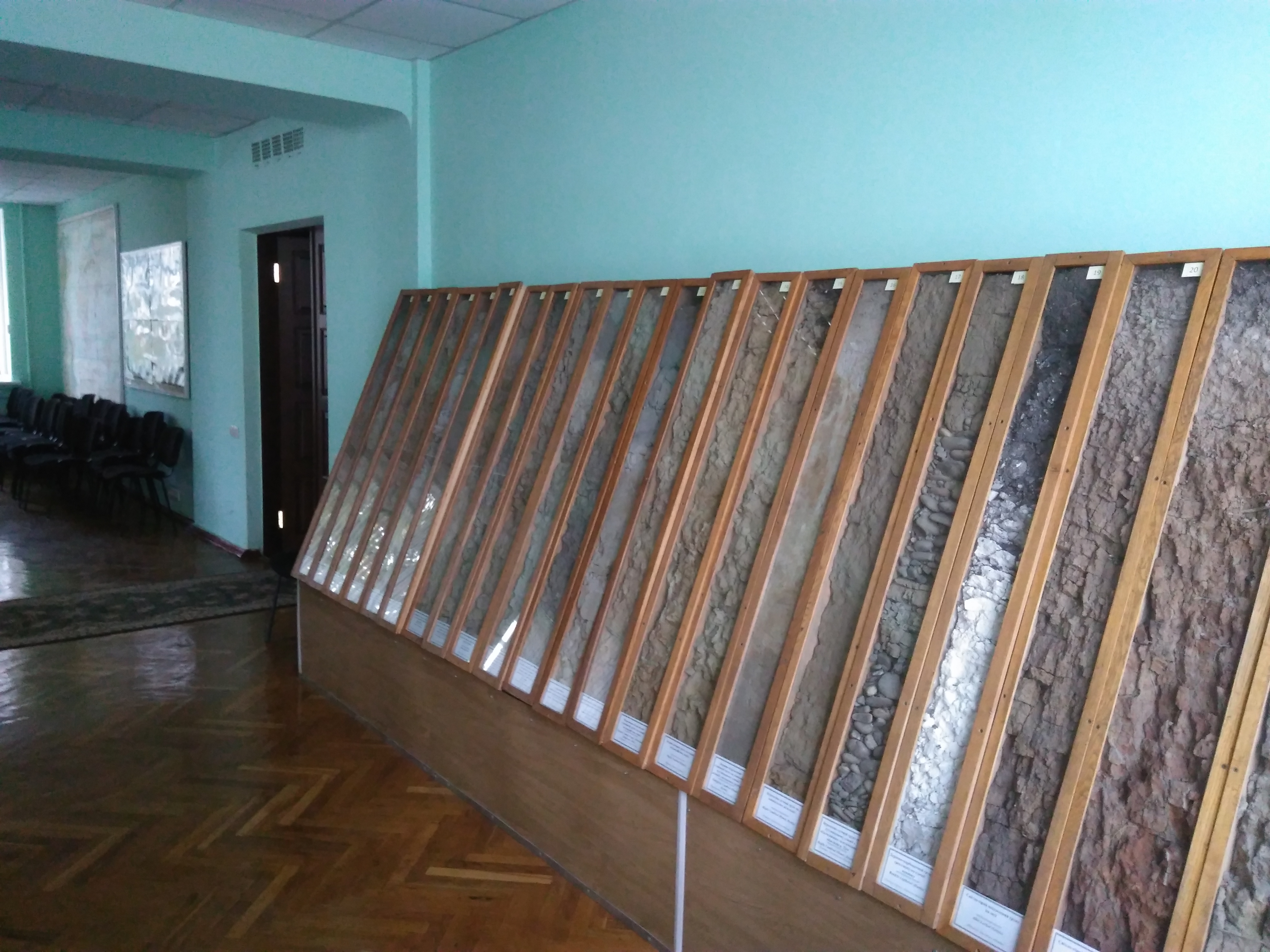
Музей «генезису і картографії ґрунтів»
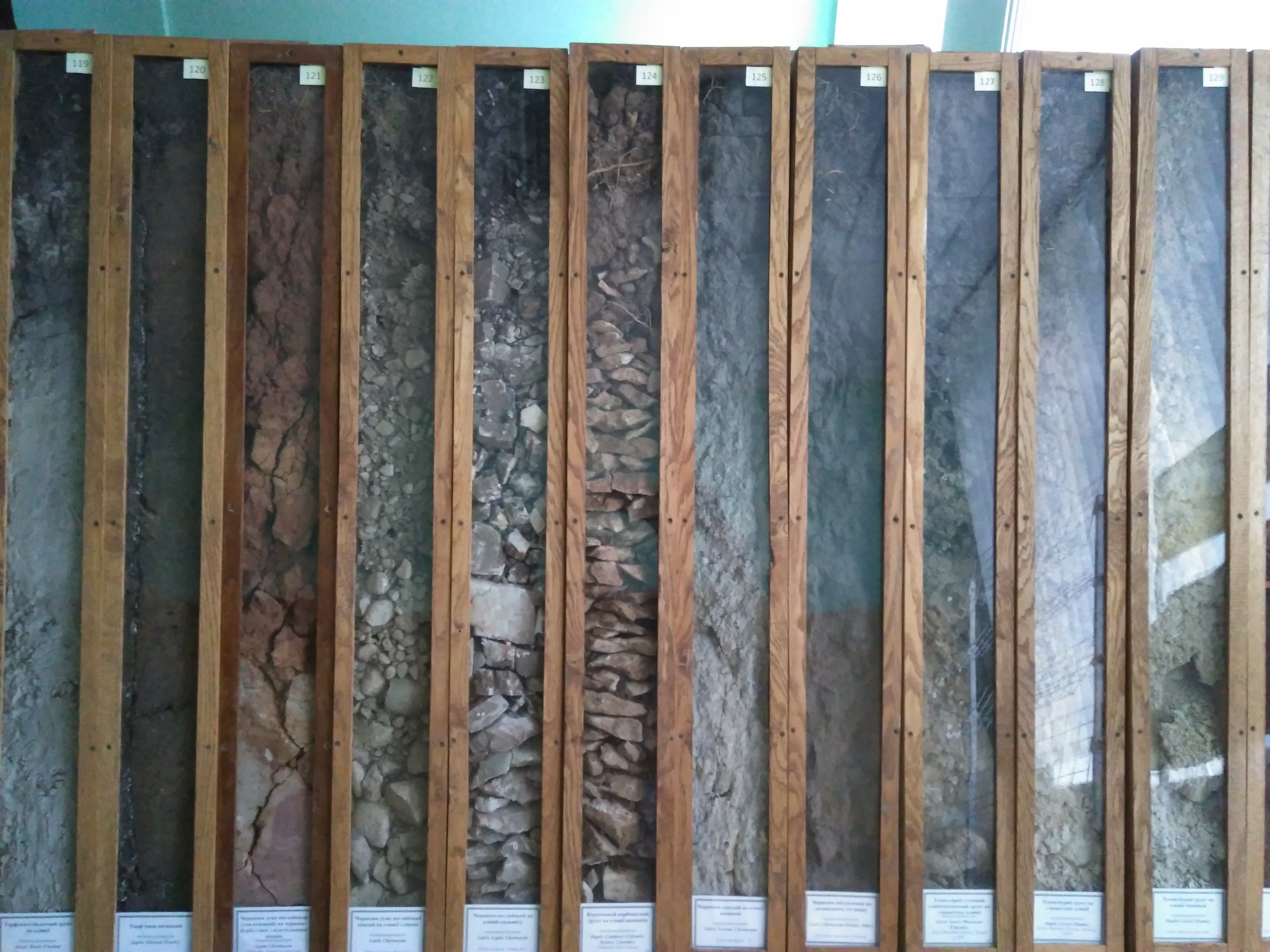
Ґрунтові моноліти

## Історія
Колекція «музею ґрунтів» кафедра ґрунтознавства розпочала формувати у 50-ті роки XX ст. під керівництвом доц. Г. С. Гриня. Було відібрано близько 50 монолітів метрової глибини. Окремі моноліти були відібрані студентами III курсу факультету «агрохімії і ґрунтознавства» у 1962-1972 рр. під керівництвом А. О. Георгі, Д. Г. Тихоненка і, частково, М. О. Горіна, які керували експедиційною зональною практикою студентів. Препарацію монолітів ґрунтів виконали А. О. Георгі, Д. Г. Тихоненко (1967-1972 рр.).  У 1977 р. кафедра ґрунтознавства разом з агроуніверситетом перебазувались з м. Харкова на землі навчально-дослідного господарства «Докучаєвське» (тоді «Комуніст») у четвертий, новозбудований корпус, де розмістився факультет агрохімії і ґрунтознавства Харківського національного аграрного університету імені В. В. Докучаєва. Перенесення музею ґрунтів виконував завідувач лабораторії «генезису і картографії ґрунтів» – В. С. Різван.
Нині ґрунтові моноліти розміщені в ауд. 4-211 на кафедрі ґрунтознавства Державного біотехнологічного університету (навч. міст. у сел. Докучаєвське).[джерело?]
Номенклатуру ґрунтів музею – українську і в системі WRB (світова реферативна база) – виконано за пропозицією професора Д. Г. Тихоненка і професора С. М. Польчиної.[джерело?]
Моноліти ґрунтів Куби відібрав проф. Полупан М. І., який працював професором Гаванського університету.[джерело?]
Червоноземи і жовтоземи Грузії і Абхазії були відібрані студ. III курсу факультету «агрохімії і ґрунтознавства» під час навчальної практики, якою керували проф. В. В. Дегтярьов і М. О. Горін, а моноліт сірозему подарували ґрунтознавці Узбекистану.[джерело?]
Також співробітниками кафедри було створено Атлас музею генезису та географії ґрунтів кафедри ґрунтознавства Харківського національного аграрного університету ім. В. В. Докучаєва.
За якісну і продуктивну працю, за розповсюдження інформації з вивчення і значення ґрунтів у житті нашої держави, музей «генезису і картографії ґрунтів» відзначений державною нагородою – Золотою медаллю міжнародної виставки «Агро-2013».[джерело?]
Сьогодні музей генезису та географії ґрунтів має сучасне технічне обладнання, за допомогою якого викладачі читають лекції і проводять лабораторно-практичні заняття.[джерело?]